# Ural rex
L'ural rex ou rex de l’Oural est une race de chat originaire de Russie. Ce chat est caractérisé par sa robe à poil frisé courts ou mi-long. Il se distingue des autres chats rex par la qualité des ondulations de sa fourrure. Race confidentielle, l'ural rex n'est reconnu que par la World Cat Federation (WCF).

## Historique
L'ural rex est connu dès la Seconde Guerre mondiale en Russie, cependant le repli politique de l'URSS n'a pas permis à la race de se développer en Europe et en Amérique. Ce n'est qu'à partir du glasnost que cette race se fit connaître en occident, de manière similaire au bobtail des Kouriles ou au sibérien.
Le fondateur de la race est un mâle bicolore noir du nom de Vasilly né en 1988 à Zaretchny. Afin de fixer le gène frisé, plusieurs mariages consanguins sont réalisés. Il ressort de ces croisements que l'ural rex est une race de bonne constitution, exempte de maladie héréditaire. Cependant, pour garantir un bassin génétique suffisant, les mariages avec l'européen sont autorisés. Les premiers élevages d'ural rex se concentraient à Iekaterinbourg, dans les chatteries « ural rex », « fairy tales » et « Emerald », l'élevage s'exporte à Moscou en 1997. Le nom d'ural rex fait référence à la région d'origine de la race, l'Oural et au fait que ce soit un chat rex.
L'ural rex est reconnu par la WCF en août 2006. Les premières importations en dehors de la Russie ont été réalisées en juin 2007 en Allemagne : les lignées allemandes se développent à partir d'une femelle « Dorothea Uralochka » et de ses demi-frères « Dimka » et « Eroshka Uralochka » ; les premières portées ont été enregistrées en 2008 et 2009.

## Standard
La World Cat Federation est la seule fédération d'envergure à reconnaitre l'ural rex.
Le corps est de taille moyenne, musclé et relativement court. Les pattes sont proportionnées au corps, minces et se terminant par des pieds ovales. La queue fine est de longueur moyenne.
La tête est en forme d'un coin court avec l'os des joues plutôt saillant. Le front est plat. Le museau est légèrement courbé au niveau des paupières inférieures. Les os de joues sont prononcés avec un pincement distinct. Le menton et la mâchoire inférieure sont fermes. Les oreilles de taille moyenne sont placées hautes sur la tête, le bout est arrondi. Les grands yeux de forme ovale sont bien espacés ; leur couleur doit correspondre à celle de la robe.
La fourrure est courte ou mi-longue, soyeuse et dense. Elle ondule sur le corps entier et la queue. Les ondulations doivent être bien élastiques. Toutes les couleurs traditionnelles sont acceptées. Le patron est tabby, solide ou bicolore. Le patron ticked tabby est interdit, tout comme le sépia.
Les mariages sont autorisés avec l'européen jusqu'au 31 décembre 2011.